# 卡萝拉·奇科内蒂
卡萝拉·奇科内蒂（義大利語：Carola Cicconetti，1962年1月3日—），意大利击剑运动员。她曾代表意大利参加1984年夏季奥林匹克运动会击剑比赛。